# 乌克兰地雷问题
乌克兰是地雷和未爆弹药造成平民伤亡最多的国家之一，也是全球反车辆地雷事故最多的国家。 在2022年俄罗斯入侵乌克兰期间，红十字会表示，俄罗斯规划的其中一条疏散路线就布满了地雷。 据人权观察组织称，2022年6月，“俄罗斯是唯一已知使用过违禁杀伤人员地雷的冲突方，而俄罗斯和乌克兰都使用过反车辆地雷。” 